# Vaisseaux fantômes nord-coréens

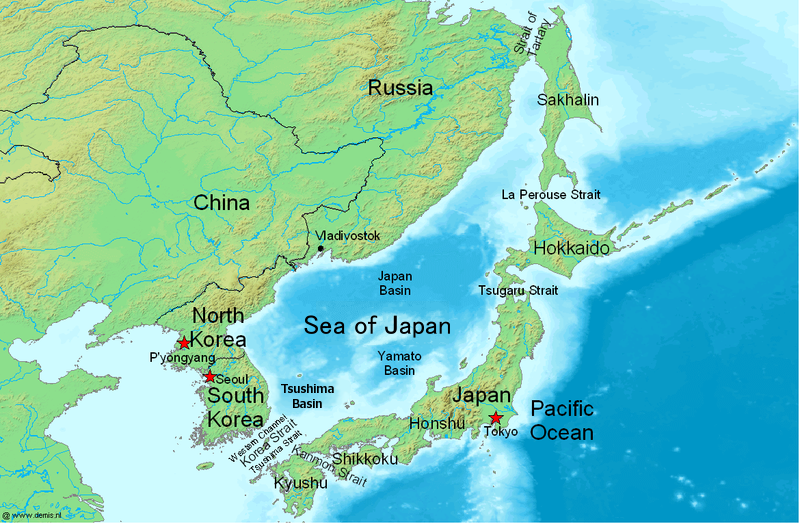
La mer du Japon/de l'Est entre la Corée du Nord et le Japon.

Chaque année, des dizaines de vaisseaux fantômes nord-coréens s'échouent sur les côtes du Japon, certains avec à leur bord les cadavres des membres d'équipage. La cause de ce phénomène est incertaine en raison de l'impossibilité de communiquer avec la Corée du Nord mais il se pourrait qu'il s'agisse de pêcheurs nord-coréens s'étant perdus en mer et ayant succombé à l'insolation ou la faim.
D'après un professeur de l'université Seigakuin, si ces découvertes se multiplient depuis 2013 au Japon, c'est parce que « cela fait suite à la décision de Kim Jong-un d’élargir l’industrie de la pêche afin d’augmenter les revenus investis dans l’armée. Les pêcheurs sont en réalité de vieux militaires, qui n’ont aucune connaissance de la pêche ni de la mer. Ce n’est pas près de s’arrêter », conclut-il. 

## Analyses
La pêche est une activité dangereuse dans le monde entier ; une étude montre que le taux de mortalité lié au travail des pêcheurs australiens était de 143 pour 100 000 entre 1982 et 1984, soit 18 fois le taux moyen national.
En hiver, les bateaux de pêche nord-coréens partent à la recherche de crabes royaux, de calamars et d'holothuries. Certains bateaux semblent être exploités par des soldats ou loués par l'armée à des civils,. Le poisson est l'une des principales exportations de la Corée du Nord vers la Chine. Les épaves de bateaux nord-coréens s'échouent souvent sur les côtes du Nord du Japon pendant l'hiver en raison des vents saisonniers.
Les vaisseaux fantômes qui s'échouent sans aucun survivant sont généralement vieux, manquent de puissants moteurs modernes et n'ont pas de GPS. Le manque de nourriture est souvent la cause de la mort de l'équipage, mais pas obligatoirement car la faim aggrave également les risques d'insolation. Des universitaires tels que John Nilsson-Wright du Royal Institute of International Affairs trouvent improbable que les bateaux puissent servir de moyens de fuite de Corée du Nord étant donné que la Corée du Sud a des liens culturels et linguistiques plus étroits, et est plus proche de la Corée du Nord par bateau que le Japon. Par ailleurs, la désertion par bateau via le Japon plutôt que la Corée du Sud est rare. Il existe quelques rares cas anecdotiques de transfuges se retrouvant près du Japon. En 1987, onze transfuges ont dérivé depuis la Corée du Nord jusqu'à l'Ouest du Japon. En 2006, quatre transfuges ont dérivé jusqu'au Nord du Japon. En septembre 2011, neuf transfuges dans un petit bateau ont accidentellement navigué dans les eaux japonaises pendant cinq jours en tentant de se rendre en Corée du Sud.
Un analyste cité par le South China Morning Post déclare qu'il est improbable que des navires soient utilisés pour infiltrer des agents nord-coréens au Japon, car il leur serait plus facile d'utiliser des faux passeports et de mettre les agents à bord d'un vol aérien, ou d'un ferry pour le Japon.
Mis à part les déserteurs, des bateaux de pêche avec des survivants se sont également échoués sur les côtes japonaises. En novembre 2017, huit hommes nord-coréens et un bateau endommagé ont été retrouvés sur la côte nord du Japon. Ils ont déclaré s'être échoués après que leur bateau soit tombé en panne.   

## Devenir des navires
Questionnées par le Los Angeles Times sur le destin des navires et des corps à Wajima, des sources locales ont affirmé que les corps non réclamés sont incinérés et leurs cendres rangées dans un mausolée bouddhiste. Les bateaux sont quant à eux démantelés, détruits et incinérés.

## Statistiques
- 2011 – Première année des données officielles disponibles de la garde côtière du Japon. Les chiffres des années précédentes peuvent être similaires, mais aucune donnée antérieure à 2011 n'est actuellement disponible. 57 bateaux fantômes sont signalés en 2011, mais le nombre de corps retrouvés n'est pas divulgué[10]. Comme chaque épave est considérée comme un incident distinct, le nombre de bateaux peut être surestimé[6]. Bien que la plupart seraient d'origine nord-coréenne, il ne peut être exclu que certains des bateaux peuvent provenir de Corée du Sud ou d'ailleurs[10].
- 2012 – 47 bateaux sont signalés[10].
- 2013 – 80 bateaux sont signalés[10].
- 2014 – 65 bateaux sont signalés[10].
- 2015 – 34 bateaux signalés pour l'année à ce jour, en date du 27 novembre 2015. Selon la NHK, les épaves rapportées en octobre et en novembre contiennent les restes de 25 corps au total[6]. La garde côtière déclare que les corps sont en état de décomposition avancé. Un bateau contenant six crânes suggère qu'il dérivait depuis un certain moment[11].
- 2016 - Environ 24 bateaux signalés[12].
- 2017 - 99 bateaux avec 31 corps (en plus de 42 survivants) sont signalés pour l'année à ce jour, en date du 26 décembre 2017[13], dont un bateau en bois de 6,7 m de long contenant huit corps squelettiques trouvé fin novembre. Des analystes cités par Fox News attribuent l'augmentation des navires fantômes nord-coréens aux pénuries alimentaires nord-coréennes et à l'augmentation des sanctions contre Kim Jong-un[12].